# Колоски (фильм)
«Колоски» (пол. Pokłosie) — фильм польского режиссёра Владислава Пасиковского, поставленный им в 2012 году.

## Сюжет
Действие фильма разворачивается в 2001 году в провинциальной деревне. Франтишек Калина (Иренеуш Чоп), двадцать лет назад эмигрировавший в США, приезжает домой, чтобы навестить брата Юзефа (Мацей Штур), и обнаруживает, что его брат по какой-то причине стал изгоем.
Позднее Франтишек узнаёт причину этого: Юзеф собирал в окрестностях надгробия с уничтоженного в прошлом еврейского кладбища, которые местные жители использовали для мощения дороги или других утилитарных целей. Эти надгробия Юзеф хранил на принадлежавшем ему поле. Юзеф не смог получить в банке кредит, так как документы на его ферму были не в порядке. Отправившись в архив, Франтишек выяснил, что отец и многие другие жители деревни стали владельцами своих домов в конце Второй мировой войны, а до этого эти дома принадлежали евреям, которые якобы были убиты немцами.
Чем дальше Франтишек и Юзеф ведут расследование, тем больше они сталкиваются с враждебным отношением и прямыми угрозами. Чтобы узнать судьбу евреев, Франтишек расспросил стариков, которые помнили войну. Никто из них не дал внятного ответа, но по некоторым намёкам Франтишек понял, что евреи могли быть убиты в стоящем на болотах доме, который раньше принадлежал его отцу, а теперь был заброшен. Там братья раскопали захоронение жертв массовой расправы. Живущая рядом старуха-знахарка рассказала им, что эти евреи были заперты в доме и сожжены самими поляками, которые хотя и выполняли приказ немцев, но и сами были рады избавиться от евреев. Братья отправляются к старику Малиновскому, лично поджигавшему дом в 1945 году, но от него узнают, что вместе с ним дом поджёг Станислав Калина, отец братьев.
Не зная, что делать с открывшимся знанием, братья ссорятся, и Франтишек покидает деревню, чтобы наутро вернуться в США. Но утром его догоняет местная жительница, чтобы сообщить, что Юзеф ночью был жестоко убит. В завершающих кадрах фильма видно, что на поле, где Юзеф хранил надгробия, установлен мемориал в память об убитых евреях.

## В ролях
| Актёр               | Роль                          |
| ------------------- | ----------------------------- |
| Иренеуш Чоп         | Франтишек Калина              |
| Мацей Штур          | Юзеф Калина                   |
| Ежи Радзивилович    | священник                     |
| Зузана Фиалова      | Юстина                        |
| Анджей Масталеж     | Януш Павлак                   |
| Збигнев Замаховский | сержант Влодзимеж Новак       |
| Данута Шафлярская   | знахарка                      |
| Филип Плавяк        | Гураль, участковый милиционер |

## История создания
Идея снять «Колоски» появилась у Пасиковского после публикации в 2000 году книги историка Яна Т. Гросса «Соседи». В этой книге Гросс исследовал массовое убийство польских евреев в Едвабне в 1941 году и пришёл к выводу, что убийство совершили не нацисты, как считалось раньше, а сами поляки. Это открытие вызвало крупный скандал в Польше, так как противоречило традиционному представлению о том, что во время Второй мировой войны поляки были исключительно жертвами. В то же время описанные в фильме события полностью вымышлены, в нём не содержится никаких прямых указаний на Едвабне. Из-за болезненной для польского общества темы Дариуш Яблонский не мог найти денег на съёмки в течение семи лет.
Фильм был частично профинансирован российским Фондом Кино. В создании фильма принимали участие телеканалы Canal+ Polska и TVP, а также Attack Film (Словакия), Metrafilms (Россия) и Topkapi Films (Нидерланды).
Первоначально Пасиковский хотел назвать фильм «Кадиш» (еврейская поминальная молитва).

## Оценки и критика
В Польше фильм вызвал бурную дискуссию в обществе, которая фактически стала продолжением споров вокруг книги Гросса, но также касалась и затронутой в фильме темы современного антисемитизма. Правая Gazeta Polska назвала «Колоски» «лживым и вредным для поляков фильмом». Среди поддержавших «Колоски» были польский министр культуры Богдан Здроевский и режиссёр Анджей Вайда.
Михаил Трофименков отмечает умение режиссёра подать сложную тему умно, но на доступном для обывателя языке и видит корни фильма в американской и более поздней польской традиции вестерна, распространённый сюжет которого — приезд героя-одиночки в маленький городок, жителей которого связывает мрачная тайна; наиболее близкий, по мнению критика, прототип — «Плохой день в Блэк Роке» Джона Стёрджеса. Андрей Плахов, критикуя некоторую недостоверность образа Юзефа и «сомнительный с точки зрения вкуса» финал, в котором Юзеф оказывается распят, тем не менее назвал «Колоски» одним из важнейших фильмов года.
Мацей Штур получил национальную польскую кинопремию за лучшую мужскую роль, также фильм получил премию для художника-постановщика и несколько других номинаций, включая «лучший фильм».
В 2013 году на Иерусалимском международном кинофестивале фильм получил премию Института Яд ва-Шем.